# Diplogelasinospora grovesii
Diplogelasinospora grovesii är en svampart som beskrevs av Udagawa & Y. Horie 1972. Diplogelasinospora grovesii ingår i släktet Diplogelasinospora, ordningen Sordariales, klassen Sordariomycetes, divisionen sporsäcksvampar och riket svampar.   Inga underarter finns listade i Catalogue of Life.